# Zwiagincewo (sielsowiet wysokski)
Zwiagincewo (ros. Звягинцево) – wieś (ros. деревня, trb. dieriewnia) w zachodniej Rosji, w sielsowiecie wysokskim rejonu miedwieńskiego w obwodzie kurskim.

## Geografia
Miejscowość położona jest w dorzeczu Rieuta (lewy dopływ Sejmu), 2,5 km od centrum administracyjnego sielsowietu (Wysokoje), 8,5 km na północny zachód od centrum administracyjnego rejonu (Miedwienka), 32 km na południowy zachód od Kurska, 8 km od drogi magistralnej (federalnego znaczenia) M2 «Krym».
We wsi znajdują się 84 posesje.
Klimat
Miejscowość, jak i cały rejon, znajduje się w strefie klimatu kontynentalnego z łagodnym ciepłym latem i równomiernie rozłożonymi opadami rocznymi (Dfb w klasyfikacji klimatów Köppena).

## Demografia
W 2010 r. wieś zamieszkiwało 120 osób.